# Samo
För andra betydelser, se Samo (olika betydelser).
Samo är en äppelsort vars ursprung är Finland, och äpplet är resultatet av en korsning mellan Melba och Huvitus. Detta äpple är relativt stort och har ett ljust skal. Fruktköttet är saftigt och fast. Samo mognar omkring oktober och passar bäst som ätäpple. I Sverige odlas Samo gynnsammast i zon 1–5.